# 欢乐时光 (计算机病毒)
欢乐时光是一种出现于2001年4月，针对微软的Outlook和Outlook Express电子邮件客户端的脚本文件病毒，于5月份爆发。
因为此病毒一开始只会降低系统运行速度，曾被归类为良性病毒。
该病毒在邮件内容中包含病毒脚本，在用户鼠标指向邮件阅读器内邮件列表中的邮件时即触发，并修改硬盘中的网页文件加入病毒载体。在日期和时间之和为13时病毒开始删除硬盘中的DLL和EXE文件，造成系统瘫痪。
中國国家计算机病毒应急处理中心在2008年仍在预报这个病毒的发作日期

## 參閱
1. ↑  计算机信息技术基础/北京大学信息技术系列教材 许彦、蓉缪著，北方交通大学出版社：清华大学出版社，2002年出版，第75页
2. ↑  网络组建与管理教程 罗皇、 张磊著，清华大学出版社2005年出版，第217页
3. ↑  局域网组建、配置和管理入门与指南: Windows Server 2003 王太冲, 牛玲, 宋映红著，清华大学出版社2006年出版，第38页
4. ↑  欢乐时光电脑病毒将发作 （页面存档备份，存于） CCTV.com消息（经济信息联播）

## 外部連結
- 知名病毒及蠕蟲的歷史年表